# Marco Di Sapia
Marco Di Sapia (* 1977 in Genua) ist ein italienisch-deutscher Musical-, Operetten- und Opernsänger in der Stimmlage Bariton und Schauspieler in Theater-, Film- und Fernsehproduktionen.

## Leben
Der italienisch-deutsche Marco Di Sapia wurde in Genua geboren und wuchs in Rom auf, wo er zur deutschen Schule ging und privaten Schauspielunterricht erhielt. In Italien spielte er 1995 im Kinofilm Nemici d'Infanzia und 1998 in der Fernsehproduktion Oscar per due.
1997 zog er nach Wien, wo er von 1997 bis 2005 am Konservatorium der Stadt Wien im Hauptfach Sologesang sowie von 2000 bis 2005 an der Universität für Musik und darstellende Kunst Wien in musikdramatischer Darstellung (Oper), sowie im Fach Lied und Oratorium studierte.
Sein erstes Engagement als Sänger führte ihn an die Neue Oper Wien, wo er in Bernsteins Musical Candide sang. Im Kulturzentrum Opéra Berlioz – Le Corum sang Di Sapia 2012 in der von der Opéra National de Montpellier in Auftrag gegebenen Uraufführung der Oper Jetzt von Mathis Nitschke und in der Frankreichpremiere von What next? von Elliott Carter. 2012 sang er den Alidoro in La Cenerentola am Nationaltheater Bukarest und 2013 den Guglielmo in einer halbszenischen Aufführung von Così fan tutte beim Sommerfestival Murten Classics. Engagements führten ihn an die Opéra de Limoges, die Opéra Théâtre de St. Etienne, die Opéra de Rouen, das Staatstheater Kassel, das Stadttheater Klagenfurt, die Festspiele Bregenz und das Staatstheater Nürnberg. Er spielte an der mongolischen  Staatsoper in Ulaanbaatar die Titelrolle und Leporello in Mozarts Don Giovanni, im Teatro Poliziano in Montepulciano den Cavaliere Belfiore in Verdis Un giorno di regno, Don Profondo in Rossinis Il viaggio a Reims, Jupiter in Offenbachs Orpheus in der Unterwelt, die Vier Bösewichte in Hoffmanns Erzählungen, Faninal in Der Rosenkavalier, Morales in Carmen, Boni in Die Csárdásfürstin und Heger in Rusalka.
Seit 2013 ist er festes Ensemblemitglied der Volksoper Wien. Dort sang er 2014 Dr. Pillerl und Dr. Gefällig in Friedrich Cerhas Onkel Präsident, 2015 den Regisseur in einer Adaption von Donizettis Le convenienze ed inconvenienze teatrali unter dem Titel Viva la Mamma, als Schaunard in La Bohème, Papageno in Die Zauberflöte und als Danilo in Die lustige Witwe. Di Sapia war an der Volksoper Wien in den Stücken König Karotte, Die Fledermaus, Carmen, La traviata, Der Zigeunerbaron und Schoenberg in Hollywood zu sehen. Im Sommer 2022 gab Di Sapia sein Rollendebüt als Scarpia in Tosca bei den Schlossfestspielen Zwingenberg
An der Neuen Oper Wien hat er unter anderem Kowaljoff in Schostakowitschs Die Nase, Sid in Brittens Albert Herring, Der Ehemann und Der Privatier in Bernhard Langs Re:igen und Walter Pfrimer, Anton Rintelen und Otto Bauer in Staatsoperette von Otto M. Zykan gesungen.
Er spielte die Titelrolle im Musical Sweeney Todd, Bud Frump in Wie man Karriere macht, ohne sich anzustrengen und Dr. Falke in Die Fledermaus.
2014 war Di Sapia im Spielfilm Der Teufelsgeiger zu sehen. Er spielte in 2017 in einer Episode von Alarm für Cobra 11 – Die Autobahnpolizei und 2018 in einer Episode von SOKO Stuttgart. 2019 hatte er einen Gastauftritt in der Stadtkomödie Der Fall der Gerti B. und spielte im österreichischen Fernsehfilm Dennstein & Schwarz – Pro bono, was sonst! den Anwalt Dr. Hofer.
2019 stand er für den mehrfach ausgezeichneten Spielfilm Hochwald vor der Kamera. 2020 wirkte er in einer Episode der Serie Ich und die anderen mit, 2021 im Doku-Spielfilm Baden gegen Württemberg und in einer Episode der Serie Der Bozen-Krimi.
Di Sapia ist seit 2012 Privatpilot und lebt in Wien mit seiner Ehefrau und drei Kindern, darunter der 2012 geborene Matteo Di Sapia, der im Kinderchor der Volksoper Wien singt und 2023 in Sterne unter der Stadt als Filmdarsteller debütierte.

## Filmografie

### Fernsehen
- 1998: Oscar per due, als Gerald, ein deutscher Student,[15] Regie: Felice Farina[17]
- 2018: Alarm für Cobra 11 – Die Autobahnpolizei, Folge: Kein Entkommen, als Salvatore Ganzetta, Regie: Franco Tozza
- 2018: SOKO Stuttgart, Folge: Im Namen Gottes, als Niklas Reich, Regie: Daniel Helfer
- 2019: Der Fall der Gerti B., als Kollege, Regie: Sascha Bigler
- 2019: Dennstein & Schwarz – Pro bono, was sonst!, als Rechtsanwalt Hofer, Regie: Michael Rowitz
- 2021: Ich und die anderen, Folge 2, als Kellner, Regie: David Schalko
- 2021: Baden gegen Würtemberg, als französischer Besatzungsoffizier, Regie: Andreas Köller
- 2021: Der Bozen-Krimi, Folge: Verspieltes Glück, als Sergio, Regie: Thorsten Näter

### Kino
- 1995: Nemici d'infanzia, als SS-Offizier,[15] Regie: Luigi Magni[18]
- 2013: Der Teufelsgeiger, als Lazzaro Rebizzo, Regie: Bernard Rose
- 2020: Hochwald, als Agent Viktor, Regie: Evi Romen
- 2023: Am Ende wird alles sichtbar, als Bäcker, Regie: Peter Keglevic